# 織田梨沙
織田 梨沙（おだ りさ、1995年11月12日 - ）は、日本のファッションモデル、女優。ENCANTO所属。現在は東京都在住。夫はプロサッカー選手の椎橋慧也。

## 略歴
中学3年生の冬、母と銀座でショッピングしている時にスカウトされた。2012年、高校1年の6月からモデルとして雑誌などで活動をスタート。2013年から俳優に興味を持ち、演技の勉強をはじめる。2015年より株式会社フライングボックスに所属し、2016年8月には、映画『秘密 THE TOP SECRET』が公開された。2017年夏公開の『STAR SAND -星砂物語-』で映画初主演。2019年5月17日公開の映画『コンフィデンスマンJP -ロマンス編-』の新キャスト・モナコ役で出演。

### 私生活
2025年2月1日、前年12月にプロサッカー選手の椎橋慧也（名古屋グランパス所属）と結婚したことを公表した。

## 人物
- 3歳から中学2年までクラシックバレエを、小学校6年生から高校生までフラダンスを習っており[3]、その他にも乗馬[5]を特技としてあげているスポーツ好き。
- 2歳上の兄がおり、幼少期は兄と兄の友人と外で遊ぶことが多く、女の子らしい遊びはあまりしなかった[2]。

## 出演

### 映画
- JACリマーカブル・ディレクター・オブ・ザ・イヤー（2013年、ショートフィルム）
- ほったまるびより（吉開菜央監督、2014年、第19回文化庁メディア芸術祭エンターテインメント部門新人賞） - ヒロイン・水女（みずおんな）役[6][7]
- 秘密 THE TOP SECRET（大友啓史監督、2016年8月6日公開、松竹） - 露口絹子 役[3]
- STAR SAND -星砂物語-（ロジャー・パルバース監督、2017年8月4日公開、日豪合作、The STAR STAND Team） - 主演・梅野洋海 役[4]
- 太陽の塔（関根光才監督、2018年9月29日公開、パルコ） - 「縄文の少女」 役[8]
- 生きてるだけで、愛。（関根光才監督、2018年11月9日公開、クロックワークス） - 莉奈 役[9]
- コンフィデンスマンJPシリーズ（東宝） - モナコ 役
  - -ロマンス編-（田中亮監督、2019年5月17日公開）[10]
  - -プリンセス編-（田中亮監督、2020年7月23日公開）[11]
  - -英雄編-（田中亮監督、2022年1月14日公開）[12]
- よだかの片想い（安川有果監督）- まりえ 役
- MY (K)NIGHT マイ・ナイト（中川龍太郎監督、2023年12月1日公開、松竹）[13]

### ショートムービー
- SHISHAMO ワンマンツアー2017春「明日メトロですれちがうのは、魔法のような恋」 音楽室は秘密基地 篇（2017年）[14]

### テレビドラマ
- 99.9-刑事専門弁護士- 第8話（2016年6月5日、TBS） - 鏑木美里 役
  - 99.9-刑事専門弁護士- SEASONⅡ 第1話・第2話（2018年1月14日・21日）
- 放送90年 大河ファンタジー「精霊の守り人II 悲しき破壊神」（2017年1月21日 - 3月25日、NHK総合） - セナ 役[15]
  - 精霊の守り人 最終章 第4話・最終話（2017年12月16日・2018年1月27日）
- 電影少女 -VIDEO GIRL AI 2018- 第9話・第10話（2018年3月11日・18日、テレビ東京） - 夏美 役
- コンフィデンスマンJP 運勢編（2019年5月18日、フジテレビ） - モナコ 役
  - コンフィデンスマンMC（2020年7月20日 - 24日） - 主演
- 大河ドラマ いだてん〜東京オリムピック噺〜 第29話 - 第31話（2019年8月4日 - 18日、NHK） - ナオミ 役[16]
- 決してマネしないでください。（2019年10月26日 - 12月14日、NHK総合） - 田中さん 役
- 警視庁・捜査一課長2020 第1話（2020年4月9日、テレビ朝日） - 今田亜希 役
- 連続ドラマＷ 「コールドケース3 ～真実の扉～」第5話（2021年1月9日、WOWOW） - 久保沙織 役
- カンパニー〜逆転のスワン〜（2021年1月10日 - 2月28日、NHK BSプレミアム） - 高崎美波 役
- 相棒（テレビ朝日） - 中郷都々子 役[17]
  - season19 第19話「暗殺者への招待」（2021年3月10日）
  - season19 最終話「暗殺者への招待〜宣戦布告」（2021年3月17日）
  - season20 第1話「復活〜口封じの死」（2021年10月13日）
  - season20 第2話「復活～死者の反撃」（2021年10月20日）
- 鹿楓堂よついろ日和 第4話・最終話（2022年2月5日・3月19日、テレビ朝日） - 林朝子 役
- OTHELLO（2022年7月25日 - 10月10日、朝日放送テレビ） - 浅田エリカ 役
- それってパクリじゃないですか? 第6話（2023年5月17日、日本テレビ） - 西 役
- ウソ婚（2023年7月11日 - 9月26日、関西テレビ・フジテレビ） - 小峰はるか 役[18]
- となりのナースエイド（2024年1月10日 - 3月13日、日本テレビ） - 中山明菜 役[19]
  - となりのナースエイドSP2025（2025年1月11日、日本テレビ）[20]
- 約束 〜16年目の真実〜（2024年4月11日 - 6月13日、読売テレビ・日本テレビ） - 飛鳥桃 役[21]
- 対岸の家事〜これが、私の生きる道!〜 第4話 -（2025年4月22日 - 、TBS） - 白山はるか 役[22]

### 配信ドラマ
- しろときいろ〜ハワイと私のパンケーキ物語〜（2018年2月28日 - 4月3日、Amazon Prime Video） - 和田瑞穂 役
- 恋に落ちたおひとりさま～スタンダールの恋愛論～（2022年3月18日配信、全10話、Amazon Prime Video）- 西巻エリナ 役[23]
- 離婚しようよ（2023年6月22日配信、全9話、Netflix） - 三俣桜子 役[24]
- おとなになっても（2025年4月26日配信、全12話、Hulu） - 久遠茜 役[25]

### ミュージックビデオ
- Base Ball Bear『不思議な夜』（2015年10月7日）[26]
- TKfrom凛として時雨アルバム『white noise』から『Wonder Palette』（2016年9月28日）
- 大橋トリオ『SHE』（2017年9月13日）
- The fin. 『Shedding』（2018年3月14日）
- Ivy to Fraudulent Game『模様』（2019年7月23日）[27]
- ほりえだいすけ『夏だったね。』（2019年9月15日）
- GLIM SPANKY『ストーリーの先に』 （2019年11月20日）
- SHE'S『Ugly』(2020年7月1日)
- King Gnu『泡』(2021年3月5日)
- Laura day romance『happyend』（2021年7月21日）
- This is LAST『Strawberry』（2024年11月30日）

### CM
- 高橋書店「手帳は高橋『HAPPY BIRTHDAY Dear この世界』」篇（2013年）
- カゴメ『トマトジュースPREMIUM』（2014年）
- 大和ハウス工業『故郷2016』篇（2016年10月26日 - ）
- サムスン電子 Galaxy S8/S8+『昨日までを、超えてゆけ #4 日食』篇（2017年5月24日 - ） - 卑弥呼 役[28]
- 大和ハウス工業『自給自足』篇（2020年1月26日 - ）[29]
- JINS 「メガネといえばJINS 2024」（2024年）[30]

### 広告
- 集英社文庫『ナツイチ』2015 WEBムービー[31]
- 東急プラザ
- サンスター VO5
- GASA* NATIVE VILLAGE 2013 SPRING SUMMER
- 河合塾 マナビス
- Peach Doll Produced by IKKO
- 美容室『MAKE'S』2013 AW
- 三越伊勢丹 冬のクリアランスセール（2016年12月 - ） - プロモーションムービー
- ファッションブランド"DAMMY"『THE WITCH,DEMONS&THE ELF KING ～魔女と魔王と悪魔たち～』（2017年） - 8周年記念プロモーションムービー[32]
- Reebok CLASSIC『ZOKU RUNNER』（2017年7月 - ） - プロモーションムービー
- Reebok Designed by BlackEyePatch （2020年7月 - ）
- JEANASiS×M・A・C （2020年8月 - ）

### ショー
- Ne-net 2013-14 AW collection
- UNIQLO FASHION FES UNIQLO×ViVi
- 『シブカル祭。2012』 渋谷PARCOコレクション
- 東京コレクション 2012 S/S 「furfur」
- 新宿スタイルコレクション2012 ONE GARDEN HALLOWEEN PARTY

### 雑誌
- BRUTUS（マガジンハウス）
- 装苑（文化出版局）
- 振袖大好き（世界文化社）
- VOUGE girl（コンデナストジャパン）
- re-quest/QJ（セイファースト）
- 資生堂『花椿』
- NYLON（カエルムジャパン）
- 資生堂『ギンザドキドキ vol.8 Spring has come』（フリーペーパー）
- リンネル（宝島社）
- Hanako（マガジンハウス）
- RUBY PAPER
- FUDGE（三栄書房）
- Shinbiyo（新美容出版社）
- ふりそでMODE[33]
- GINZA（マガジンハウス）
- marie claire style
- anan（マガジンハウス）
- EYESCREAM（トゥーヴァ―ジンズ）
- Uni-Share vol.21
- 美的（小学館）
- VoCE (講談社)
- MORE(集英社）

### カタログ
- ほぼ日はらまき2013（ほぼ日刊イトイ新聞）[34]
- フェリシモ
- Aloy
- キモノモード
- UNITED ARROWS green label relaxing
- Natural beauty basic
- merry jenny
- OLIVE des OLIVE
- DAMMY

### 写真展
- INFINITY3（カメラマン：小林幹幸）